# Tommy Gott
Arlan Thomas 'Tommy' Gott (Waveland (Indiana), 2 maart 1895 – San Joaquin County, 3 januari 1965) was een Amerikaanse jazzmuzikant (kornet, trompet) en orkestleider.

## Biografie
Gott speelde begin jaren 1920 met Vincent Lopez en Paul Whiteman (solist in I'll Build a Stairway to Paradise, 1922). Hij nam ook deel aan I Wish I Could Shimmy Like My Sister Kate van de Okeh Syncopators (Okeh Records). Het nummer kwam in februari 1923 op #15 van de Amerikaanse hitlijsten. Vanaf het midden van het decennium werkte hij samen met Sam Lanin, Ben Selvin, Jack Shilkret, Roger Wolfe Kahn, Irving Mills, Jack Teagarden, Jimmy McPartland, Tommy Dorsey, Annette Hanshaw en met zijn eigen band (waaronder met Dudley Fosdick). In 1929 nam hij onder zijn eigen naam (Tommy Gott and His Rose Room Orchestra) op voor Okeh Records, een bijdragende muzikant was Tony Parenti. Gedurende deze tijd speelde hij ook met de California Ramblers, Ted Wallace, Bernie Cummins en Jack Teagarden. Hij begeleidde ook vocalisten zoals Bessie Smith, Mamie Smith en Ethel Waters. Halverwege de jaren 1940 woonde Gott aan de westkust van de Verenigde Staten. De laatste jazzopnamen werden in 1945 gemaakt door Paul Whiteman voor Capitol Records. Op het gebied van jazz was hij tussen 1920 en 1945 betrokken bij 189 opnamesessies.

## Overlijden
Tommy Gott overleed in januari 1965 op 69-jarige leeftijd.
- Bibliothèque nationale de France: cb14182615q (data)
- MusicBrainz: fae7d118-43f9-4de1-9529-57b1e40c5f59
- Virtual International Authority File: 103223010